# Home Sweet Hell
Home Sweet Hell is een Amerikaanse zwarte komedie uit 2015 in een regie van Anthony Burns. Het verhaal werd geschreven door Carlo Allen, Ted Elrick en Tom Lavagnino. Hoofdrollen worden gespeeld door Patrick Wilson, Katherine Heigl, Jordana Brewster, Kevin McKidd, Jim Belushi, A.J. Buckley en Bryce Johnson.  De film werd door critici slecht onthaald en werd genomineerd voor een Golden Raspberry Awards 2015. De film kwam in Amerika uit op 3 februari via video on demand. Vertical Entertainment bracht de film uit in de bioscoop op 13 maart 2015.

## Verhaal
Don en Les, eigenaars van een bloeiende meubelzaak, nemen Dusty aan als extra verkoopster. Omdat Don niet echt een seksleven heeft, start hij een affaire met Dusty. Tijdens het verjaardagsfeest van Andrew, de zoon van Don en zijn vrouw Mona, vertelt Dusty aan Don dat ze zwanger is. Les raadt Don aan om haar zwijggeld te geven. Don biedt haar 13 000 dollar aan, maar zij vindt dit te weinig. Les overtuigt Don om Mona in te lichten. Mona eist daarop dat Don Dusty vermoordt.
Dusty blijkt in werkelijkheid niet zwanger te zijn. Ze had eerder een relatie met de criminele Murphy. Murphy wil dat Dusty 25 000 dollar aan zwijggeld vraagt. Don gaat akkoord, maar wanneer Dusty het geld komt ophalen, doet Don vergif in haar drankje. Vervolgens vermoordt Mona haar met een hamer, snijdt het lijk in stukken en verbergt dit in de tuin.
Murphy en zijn vrienden Freeman en Benji gaan op zoek naar de vermiste Dusty. Don maakt hen wijs dat Dusty is gevlucht naar Dallas. Murphy eist dat Don hem de 25 000 dollar geeft binnen de 24 uur, anders zal hij zijn familie verkrachten.
Don en Mona graven het lijk van Dusty op en verstoppen dit in het huis van Murphy. Ze worden betrapt door Freeman. Mona verwondt Freeman en vermoordt zijn vriendin. Daarna belt ze de politie. Freeman kan Murphy nog inlichten voordat hij sterft. Murphy en Benji komen aan het huis en vinden de drie lijken en beseffen dat ze in de val werden gelokt. De politie arriveert en schiet Benji neer. Murphy kan ontsnappen.
Don vraagt Mona over haar koelbloedigheid. Haar antwoord is dat ze Don zal vermoorden indien hij die vraag nog eens stelt. De volgende dag vindt Don in zijn diepvriezer de dode hond van zijn buurman. Verder merkt hij op dat Mona zich antisociaal gedraagt ten opzichte van anderen.
Don vermoordt Mona en laat uitschijnen dat dit een ongeluk is. Daarna verhuist hij met zijn kinderen. Murphy achtervolgt hun wagen. Wanneer de aftiteling begint, zijn er twee geweerschoten te horen gevolgd door een toeterend geluid en gillende kinderen.

## Rolverdeling
| Acteur               | Personage         |
| -------------------- | ----------------- |
| Patrick Wilson       | Don Champagne     |
| Katherine Heigl      | Mona Champagne    |
| Jordana Brewster     | Dusty             |
| Kevin McKidd         | Freeman           |
| Jim Belushi          | Les               |
| A.J. Buckley         | Murphy            |
| Bryce Johnson        | Lanny Kelso       |
| Jamie Ourso          | Big Daddy         |
| Alyshia Ochse        | Kaysi             |
| Madison Wolfe        | Allison Champagne |
| Aiden Flowers        | Andrew Champagne  |
| Artie Baxter         | Mark              |
| Johnny Hawkes        | Stu               |
| Eva Rivera-Ferrell   | Andre's vrouw     |
| Brandi Nicole Wilson | Abby              |
| Yohance Myles        | Andre             |
| Catherine Ashton     | Lynn              |
| Chi McBride          | agent             |